# Bettlach (Szwajcaria)
Bettlach (gsw. Bettlä, fr. Bâche) – miejscowość i gmina w Szwajcarii, w kantonie Solura, w jednostce administracyjnej (Amtei) Solura-Lebern, w okręgu Lebern. Leży nad rzeką Aare.

## Demografia
W Bettlach mieszkają 4 952 osoby. W 2021 roku 19,1% populacji gminy stanowiły osoby urodzone poza Szwajcarią. 

## Współpraca
Miejscowości partnerskie:
- Bettlach, Francja
- Lütschental, Berno

## Transport
Przez teren gminy przebiega droga główna nr 5.